# Бородинска битка
Бородинската битка е най-голямото сражение от Отечествената война за Русия през 1812 г. между руската армия под командването на генерала от пехотата Михаил Голенищев-Кутузов и френската армия под командването на император Наполеон Бонапарт. Тя се провежда на 7 септември (26 август стар стил) 1812 година, в полето край село Бородино, на 125 км западно от Москва. В резултат на тази битка руският император Александър I губи Москва. По-късно обаче сражението става една от важните причини, довели до падането на Наполеон I от власт.

## Предистория и разположение на силите
През юни 1812 година френската армия под командването на Наполеон Бонапарт нахлува в Русия. През цялото време руската армия отстъпва, изтласквана от бързо придвижващата се и превъзхождаща я по численост френска войска. Главнокомандващият руските войски – военният министър, генерал от пехотата Михаил Богданович Барклай де Толи не успява да ги подготви за решително сражение. Отстъплението довежда до нарастващо недоволство в обществото и Александър I взема решение да предостави командването на генерал Михаил Иларионович Голенищев-Кутузов.
На 3 септември 1812 година отстъпващата от Смоленск руска войска се установява на лагер край село Бородино, на 125 км от Москва. Кутузов избира полята край селото, за да даде решителна битка по няколко причини. Руските войски наброяват 125 000 души и разполагат с 624 оръдия. Французите са около 135 000 с 587 оръдия. Кутузов иска полето по фронта да може да побере цялата му армия и да ѝ позволи да прикрива двата стратегически пътя, водещи от Смоленск към Москва. Бородинското поле е подходящо и заради това, че в краищата му се намират гъсти гори, които изключват възможността за флангови обходи. Освен това в самото поле преминават множество рекички и потоци, което дава известно преимущество на руснаците. Един от тези ручеи, Семьоновският, се превръща в хода на боя в „гробница за френската пехота“.
По замисъл на Кутузов задачата на битката е чрез активна отбрана да се нанесат възможно най-големи поражения на противника, като се запази боеспособна армия, в численост превъзхождаща френската. Като разположение позицията, избрана от Кутузов, изглежда като права линия, тръгваща от Шевардинския редут на левия фланг, през голямата батарея на Червения хълм, наречена по-късно „батареята на Раевски“, село Бородино в центъра на фронта и селцето Маслово на десния фланг (карта на фиг. 1).

### Бой за Шевардинския редут
В навечерието на основната битка, в ранната сутрин на 5 септември (24 август), руският ариергард под командването на генерал-лейтенант Пьотр Коновницин, който е бил в Колоцкия манастир на 8 km западно от местонахождението на основните сили, е бил нападнат от авангарда на французите. Завързва се упорита битка, която продължава няколко часа. След като получава новини за обходното движение на противника, Коновницин извежда войските си зад река Колоча и се присъединява към корпусите в село Шевардино.
Около Шевардинския редут е бил разположен отрядът на генерал-лейтенант Горчаков. Общо под ръководството на Горчаков е имало 11 000 войника и 46 оръдия. За прикритие на Стария Смоленски път остават 6 казашки полка на генерал-майор Аким Карпов.
Великата армия на Наполеон се приближила до Бородино в три колони. Основните сили: 3 кавалерийски корпуса на маршал Мюра, пехотни корпуси на маршалите Даву, Ней, дивизионния генерал Жюно и гвардията – се движат по Новия Смоленски път. На север от тях настъпват пехотният корпус на вице-краля на Италия – Боарне, и кавалерийския корпус на дивизионния генерал Груши. Корпусът на дивизионния генерал Юзеф Понятовски се приближава по Стария Смоленски път. Срещу руските защитници на укрепленията са насочени 35 000 пехотинци и кавалерия, както и 180 оръдия.
Силите, които обхващат Шевардинския редут от север и юг, се опитват да обкръжат войските на генерал-лейтенант Горчаков. Французите нахлуват в редута два пъти и всеки път пехотата на генерал-лейтенант Дмитрий Неверовски ги отбива. Когато над Бородинското поле се спуска здрач, нападателите отново успяват да завладеят редута и да се втурнат в село Шевардино, но руските резерви от 2-ра гренадирска и 2-ра комбинирана гренадирска дивизия отразяват атаката с насрещен удар и отнемат с бой редута. Боят постепенно отслабва и накрая спира. Главнокомандващият руската армия Кутузов нарежда на генерал-лейтенант Горчаков да изтегли войските към главните сили отвъд Семьоновския овраг.
Сражението при Шевардинския редут задържа френските войски и дава възможност на руските да построят укрепления на основните позиции.

## Ход на битката
На 7 септември още на изгрев слънце битката започва. Френската атака се насочва към левия фланг на руснаците, който е под командването на генерал Пьотър Багратион. Френската пехота атакува флешите – три артилерийски укрепления (с 5, 7 и 12 оръдия) – намиращи се на височината край село Семьоновское. Именно на това място Наполеон иска да пробие отбранителната линия на Кутузов. Битката е кърваво меле, в което дори и снарядите от оръдейния обстрел не успяват да нанасят сериозни поражения, заради „планината от кървави тела“, както пише по-късно Лермонтов. Едва осмата атака на французите носи успех на левия фланг. Генерал Багратион е смъртоносно ранен.
Едновременно с това вторият жесток сблъсък се оформя в центъра на фронта, където се намира батареята, командвана от кавалерийския генерал Николай Раевски. В романа на Лев Толстой „Война и мир“ подразделението от 7-и корпус от армията на Кутузов получава названието „батареята на Раевски“. Борбата за тези позиции се превръща в кулминация на цялото сражение. Батареята се намира в центъра на руските позиции. Представлява редут – укрепление от ров и земен насип, откъдето се води огън от батарея с 18 оръдия. Французите успяват да овладеят позицията едва на третата атака, когато в тил на руснаците пробива френската тежка кавалерия. Загубите на французите обаче са огромни, затова и мястото се нарича „гробница за тежката кавалерия“. В атаката загива и командващият 2-ри кавалерийски корпус генерал Огюст дьо Коленкур.
Към края на деня и двете страни търпят големи загуби в жива сила. Но нито една от армиите не бележи значителен напредък. Някои историци упрекват Наполеон, че не печели битката, защото не се решава да включи в боя гвардията си, която наброява 18 000 души и през цялото време остава в резерв. Маршалите му не еднократно настояват да вкара гвардията в боя, но Бонапарт категорично отказва да рискува елита на армията си „на 800 левги от Париж“. Дори и да я пусне в битката, все пак и Кутузов разполага с 9 – 10 000 резерви, които биха могли да отразят атаката.
В крайна сметка край Бородино пълководците не успяват във всичките си замисли. Кутузов например е упрекван, че половината от артилерията си запазва в резерв, а десният му фланг почти бездейства през целия ден, въпреки че срещу него не е изправена силна френска линия.
Според най-новите данни в Бородинската битка руснаците губят между 45 – 50 000 души. „Великата армия“ на Наполеон дава 35 000 жертви. Бонапарт губи почти половината от кавалерията си. Заради големите загуби в командния състав и на двете армии сражението е наричано още и „битката на генералите“. В руската армия са убити 4 генерала, други 23-ма са ранени и контузени. Французите губят 12 генерала, а още 38 са ранени.
Около 18 часа вечерта французите овладяват позициите, защитавани от батареята на Раевски. След този момент сражението постепенно започва да утихва. Наполеон решава да не предприема активно настъпление. Руските войски се оттеглят към село Горки, където започват да се готвят за ново сражение на следващия ден. Късно през нощта обаче пристига заповед от Кутузов, която нарежда да се спре подготовката за бойни действия и войските да се оттеглят в посока Можайск.
Адютантът на Наполеон Арман Коленкур (брат на загиналия генерал Огюст Коленкур) пише:
| „ | Императорът много пъти повтаряше, че не може да разбере, как на редутите, които завладяхме с такъв героизъм и защитавахме с толкова труд, ни донесоха толкова малко пленени. Много пъти питаше офицерите си, пристигащи с донесения, къде са пленниците, които бяха длъжни да вземат. Изпращаше дори свои хора да проверят отново, дали не са пленени и още руснаци. Такива успехи, без трофеи, без пленени не го удовлетворяваха… Неприятелят изтегли всичките си ранени и ние успяхме да пленим едва малцина, както и само 12 оръдия от редута… и три или четири други, които пленихме в първите атаки. | “ |

Според оценката на историците всеки час на бойното поле край Бородино са загинали 6000 души. Наполеон нарича сражението „най-голямата битка в кариерата си“, въпреки скромните резултати, които постига. И двамата пълководци записват победата на своя сметка. Император Александър I обаче е наясно с реалната ситуация. Все пак, за да поддържа висок духа на руснаците, също обявява битката за спечелена. Кутузов е произведен в чин генерал-фелдмаршал, всички герои от командването и низшия офицерски състав са наградени с различни ордени и материални награди.
Западните историци смятат битката за спечелена от Наполеон. В резултат на сражението руските войски са притиснати и в крайна сметка са принудени да отстъпят и да изоставят Москва. Но и тези историци не отричат, че руската армия запазва боеспособността си и бойния дух, т.е. изпълнява целта, поставена от Кутузов. Наполеон не успява да постигне главната си цел – пълният разгром на руската армия. Обективните условия на цялата Руска кампания от 1812 година, както и липсващото решаващо поражение на руската армия в крайна сметка определят общото поражение на Наполеон Бонапарт.
Седмица по-късно – на 14 септември 1812 година, французите влизат в Москва. Градът обаче е изоставен от жителите и руската армия. Едновременно с влизането на френската армия на няколко места избухват пожари и скоро целият град е в пламъци. Наполеон без никакъв резултат очаква капитулацията на руснаците. След малко повече от месец, прекаран в обезлюдения град, Бонапарт е принуден да нареди оттегляне. Руските части и местното население по всякакъв възможен начин пречат за снабдяването на френските войски с продоволствие. Наближава зимата, а французите не са подготвени за студените месеци. Презимуването в Москва е решение, но Наполеон не е доволен от пиянството и ниската дисциплина на армията си. Смята, че с подобни войски не може да атакува столицата на империята Санкт Петербург, затова в края на октомври поема обратно към Париж.

Оценката на самия Наполеон: 
| „ | От всичките ми сражения най-ужасно е онова, което се случи под Москва. В него французите се оказаха достойни да спечелят победата, а руснаците си запазиха правото да бъдат непобедени… От петдесетте ми сражения, в битката под Москва французите показаха най-голяма доблест и пожънаха най-малко успехи. | “ |